# خان يونس
خَان يُونُس هي مدينة فلسطينية، ومركز محافظة خان يونس. تقع في الجزء الجنوبي من قطاع غزة، وتبعد عن القدس مسافة 100 كم إلى الجنوب الغربي. يحدها من الجنوب مدينة رفح ومن الشمال مدينة دير البلح، وهي مركز محافظة ساحلية تطل على البحر الأبيض المتوسط من جهة الغرب ومن الشرق صحراء النقب. تعتبر خان يونس ثاني أكبر مدينة في قطاع غزة من حيث السكان والمساحة بعد مدينة غزة، حيث بلغ عدد سكانها قبل الحرب الفلسطينية الإسرائيلية نحو 242,714 نسمة، وهو ما يمثل 16% من سكان قطاع غزة.
أسس المماليك المدينة في القرن الرابع عشر، وقد بقيت على حالها تقريبًا طيلة فترة الحكم العثماني. لكنها ازدهرت في نهاية تلك الفترة وقبل الانتداب البريطاني على فلسطين، وتحديدًا عام 1917. وقد تم ضمها إداريًا إلى مصر مع باقي مدن قطاع غزة عام 1948، ثم احتلتها إسرائيل عام 1967 لتبقى تحت الاحتلال حتى عام 1995، حيث أصبحت بعد ذلك مركز محافظة خان يونس التابعة للسلطة الوطينة الفلسطينية. وتعتبر المدينة مركزًا إداريًا وتعليميًا لجنوب قطاع غزة، تتركّز فيها الكثير من الدوائر الحكومية، وعشرات المدارس لمختلف المراحل الدراسية للبنين والبنات.
وتعتبر المدينة مخزون الأرض والمياه والمصدر الزراعي لكل قطاع غزة، كما تشتهر أيضًا بوجود المزارع المختلفة، ولها دورها الاقتصادي في القطاع.

## التسمية
يتكوّن اسم المدينة من مقطعين: الأول «خَانْ» بمعنى «فندق»، والثاني «يُونُسْ» نسبة إلى الأمير يونس التوروزي الداودار، وكان الخليفة الأموي عمر بن عبد العزيز أول الخلفاء الذين اتخذوا الخانات لراحة المسافرين، وظل للخانات التي تعني فنادق في المصطلح الحالي دورها الوظيفي المهم بعدئذ وبخاصة في عهد المماليك حينما ازدهرت حركة التجارة العالمية عبر دولة المماليك في المشرق العربي. وفي العصر العثماني أخذت الفنادق تحل محل الخانات تدريجيًا وانكمشت أهمية الخانات في ظل عدد محدود جدًا منها يمارس دوره الوظيفي التقليدي في بعض المدن خلال عصر الانتداب البريطاني على فلسطين.
وقد انتشرت الخانات ومن بينها خان يونس كمحطات للقوافل التجارية على طول الطرق التي تمر فيها، واعتاد التجار أن يأووا إلى هذه الخانات ببضائعهم ومواشيهم للاستراحة فيها من جهة، وللتزود بالمواد التموينية والماء من جهة أخرى، وكانت هذه الخانات توفر للتجار الأمن والطمأنينة من أخطار اللصوص والمحتالين. وقد وصف ابن بطوطة في رحلته الخانات وذكرها أنها تتألف من حُجرات للمسافرين وأخرى لدوابهم وبخارج كل خان ساقية للسبيل وحانوت يشترى منها المسافر ما يحتاجه لنفسه ودابته. إلا أن بعض المؤرخين يرجحون أن يكون الاسم القديم هو «جنيس»، كما ذكرها هيرودوت وعلى أي حال فإن خان يونس الحالية مدينة حديثة النشأة، إذ لا يزيد عمرها عن ستمائة سنة. وقد أرسل السلطان المملوكي برقوق، حامل أختامه، الأمير يونس التوروزي الداودار لبناء قلعة، وتم بناء القلعة التي تحمل اسم برقوق (منقوش على بوابتها 789 هـ الموافق 1387 م).   

## التاريخ

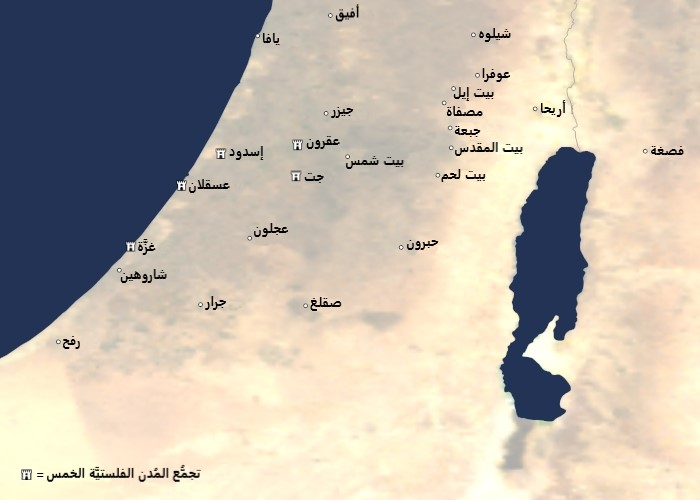
يُعتقد أن خان يونس تقع في قلب مثلث عمراني قديم، متمثل في غزة شمالاً، ورفح جنوباً، وتل الفارعة شرقاً.

إن جميع المعطيات الأثرية المتوفرة إن دلت على شيء فإنما تدل على أن الجزء الجنوبي من فلسطين، تقع فيه خان يونس موقع القلب، ويُقصد هنا المثلث العمراني، المتمثل في غزة شمالًا، ورفح جنوبًا، وتل الفارعة شرقًا، وخان يونس في هذا المثلث، الذي توجد فيه إلى الآن قرى ومستوطنات قديمة، على سبيل المثال، خزاعة، وعبسان، ومعن وتقع جميعها شرقي مدينة خان يونس الحالية.
ويرجع الفضل إلى العرب في عملية استيطان خان يونس وما جاورها من قرى الإقليم ولا بد من القول أن عدد العرب في بلاد الشام – ومنها فلسطين – قد نما بفعل الزيادة الطبيعية والهجرة المتتابعة وكانت الأجزاء الجنوبية من فلسطين ومنها إقليم خان يونس ملجأ العرب منذ أيام بعيدة قبل الإسلام، وقد استقر العرب القادمون مع الجيوش الإسلامية الفاتحة في كثير من مدن فلسطين، وكان يغلب عليهم القبائل القحطانية المنسوبة إلى سام أبي العرب، وذكر اليعقوبي أن سكان جنوبي فلسطين أخلاط من العرب من لخم وجذام وعاملة وكندة.
نزل المعينون تجارًا على فلسطين في عهدها الكنعاني العربي وكانت لهم دولة مزدهرة في اليمن بين عام 1300 – 630 ق. م. وكانت قوافلهم تنقل السلع والبضائع من جنوبي بلاد العرب إلى شواطئ البحر المتوسط الجنوبية، ومما لا شك فيه أن بطونًا معينة غزت جنوبي فلسطين وكونت لها دولة في منطقة غزة وحافظت على كيانها إلى عهد الإسكندر الأكبر.

### الفترة القديمة
يرجع بعض الكتاب والمؤرخين أن مدينة خان يونس بنيت على أنقاض مدينة قديمة كانت تعرف باسم جنيس Jenysus ذكر هيرودتس أنها تقع جنوبي مدينة غزة في القرن الخامس قبل الميلاد، ولربما تكون أقدم الشواهد الحضارية في خان يونس هي التي قامت على تل العجول، جنوبي مدينة غزة، في نهاية العصر الحجري الحديث، أي قبل أربعة آلاف سنة ق.م، قد نمت ونشأت تلك الحضارة، في عهدها الكنعاني. وتل العجول مدينة متكاملة، محاطة بأسوار ضخمة، يخترقها نفق، يصل طوله إلى حوالي خمسمائة قدم، كان الأهالي يلجئون إليه، وقت الشدة. وقد عثر عالم الآثار «فلندرز بيتري»، في هذا الموقع على أساسات، وبقايا مباني، ترجع للألف الثالث ق.م، فيما لا تقل عن هذا الموقع أهمية المواقع التي ظهرت في بئر السبع، القريبة من خان يونس. ولعلها ظهرت في نفس فترة ظهور تل العجول، كما ظهرت، أيضاً، في بئر السبع مواقع أخرى، تعود أيضاً إلى الألف الثالث ق.م، وبقيت تؤدى دوراً هاماً في الألفين الثاني والأول ق.م، بدليل نشوء عدد من المدن الرئيسية حول كل من وادي الشريعة، والشلالة، الممتدين باتجاه الشرق والغرب. ولعبت هذه المواقع دوراً بارزاً، في الفترة الهكسوسية، وكانت جميعها مسوًّرة، تماماً، مثل تل العجول، تحيطها جدران ضخمة، ليشملها الازدهار العمراني والزراعي طوال تلك الفترة، كما قام الهكسوس بترميم معظمها، حتى كاد تل الفارعة ينافس تل العجول، إذ غدا أول قاعدة عسكرية حصينة، استخدمها الهكسوس، واستمرت فيما بعد، آخر معاقلهم. وبالإضافة إلى هذه الحضارات، التي جاورت خان يونس، ثمة حضارة نشأت في دير البلح الحالية، وهي موقع لمستوطنة بشرية قديمة، وإلى الجنوب منها اكتشفت مقبرة أثرية، تعود بتاريخها إلى العصر البرونزي الحديث.
وفي حوالي العام 1180 ق.م، خضعت المدينة شأنها شأن مدن الساحل الفلسطيني لسيطرة شعوب البحر أو الفلستينيين، حيث بلغت المدن الفلسطينية، التي كانت تحت سيطرتهم، ذروة مجدها الاقتصادي والعمراني، بعد أن انصهر الوافدون الجدد بسكانها الكنعانيين، وظلت خان يونس محتفظة بسماتها الكنعانية، حتى في الفترة التي تضعضعت فيها السيطرة الفلسطينية، وغدا جنوب فلسطين يتأرجح بين الطرفين المصري والآشوري. وكانت المناطق الواقعة جنوب غزة مباشرة قد حكمتها وسيطرت عليها القبائل العربية التي سادت سطوتها بشكل ملحوظ، وكانت أراضيهم معفاة من الضرائب. ولعل ما جاء على لسان هيرودوت الذي استقر في غزة أواخر القرن الخامس ق.م، يضفى دلالة واضحة للجوانب الإدارية والسياسية للمنطقة، إذ يقول: إن الأرض الممتدة من جنوب فينيقيا، حتى مدينة غزة، يسكنها سوريون، يسمون بالفلسطينيين، وجميع الموانئ من غزة إلى مدينة أينوسوس، تتبع ملك العرب، وتنتمي للسوريين.

### العهد المملوكي والعثماني

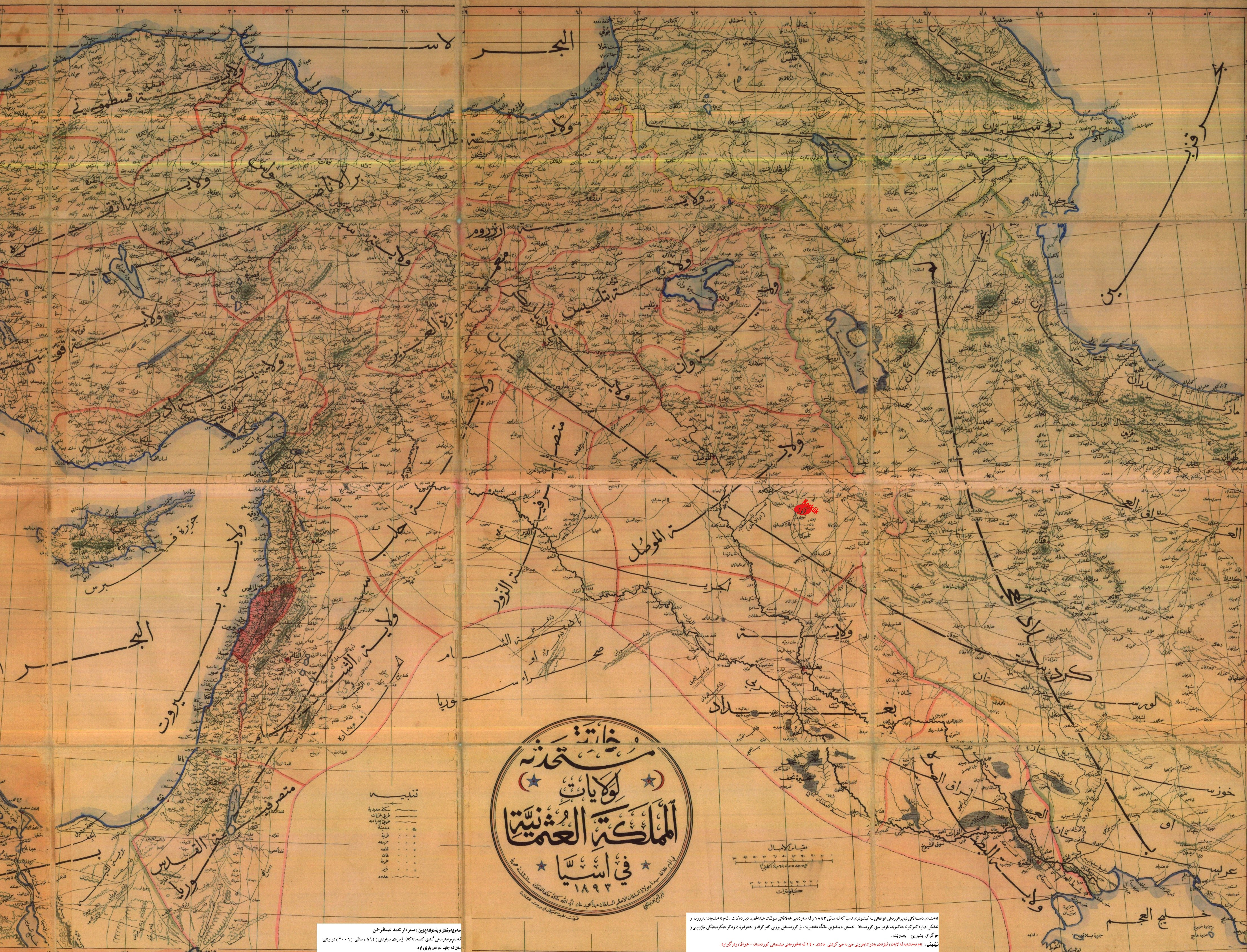
كانت خان يونس في العهد العثماني، جزءا من قضاء غزة التابع لمتصرفية القدس الشريف.

لم تعرف خان يونس بشكلها الحالي أي بعد بناء قلعة خان يونس إلا في القرن الرابع عشر الميلادي عندما أنشأ الأمير يونس النوروزي الداوادار في عهد السلطان قايتباي  قلعة في هذا الموقع لخدمة التجار والمسافرين وبنيت القلعة على شكل نزل ولذلك أطلق عليها الخان، أقام يونس هذا الخان عام 789 هـ /1387 م على شكل قلعة حصينة متينة الأركان عالية الجدران ولا يزال بعض أبراجها قائماً.
كانت القلعة أشبه بمجمع حكومي كامل، وكانت تقيم فيه حامية من الفرسان وفيها مسجد تطل مئذنته من فوق سور القلعة، وقد حفر بداخل القلعة بئر للمياه وأقيم فيها نزل للمسافرين وإسطبل للخيول وعلى أسوار القلعة الخارجية أربعة أبراج، وقد أنجز بناء القلعة في عام 789 هـ / 1387 م. ويبدو أنه بعد مرور نحو ثلاثمائة عام على إنشاء القلعة استطابت إحدى الحاميات الإقامة فيها مع أسرها ثم جاء آخرون وسكنوا خارج الأسوار حيث أنهم كانوا يتعاملون مع القوافل ويتبادلون المنافع والسلع والخدمات وبذلك نشأت النواة الأولى لمدينة خان يونس.
ومن أشهر سلاطين المماليك البرجية الذين لهم علاقة بنشأة خان يونس الملك الظاهر سيف الدين برقوق (1382 – 1398) وهو أول السلاطين البرجية الذين اهتموا بالشعائر الدينية، فأقام قلعة برقوق ومسجداً فيها لحماية قوافل الحجاج التي تمر من هناك إلى الحجاز براً، وقد اهتمت الدولة العثمانية بتحصين القلعة لضمان استتباب الأمن على طول الطريق بين غزة والقنطرة فأصبحت خان يونس ملاذاً للمسافرين ومركزاً للتجار وتجمع فيها السكان للانتفاع بموقعها التجاري.
وقد شهدت قلعة خان يونس معركة حامية الوطيس بين السلطان المملوكي قانصوه الغوري وبين القائد المملوكي اقبردي الدوادار، أما المعركة الأهم التي دارت في خان يونس فقد كانت بين العثمانيين والمماليك عام 1516، والتي انتصر فيها العثمانيون مرة أخرى بعد انتصارهم الأول على المماليك في مرج دابق التي جرت أحداثها في الشام.
وبدأت خان يونس عهدها تحت الخلافة العثمانية في مصر والشام حيث سار السلطان العثمان سليم الأول  (أوكل مهمة دخول المنطقة لوزيره يونس باشا الذي قتله السلطان في خان يونس لاحقا لتمرده ) بعد انتصاره في خانيونس متجها إلى مصر وأصبحت ولايات عثمانية قسمت على النحو التالي
مركز لواء القدس (أصبح لاحقا متصرفية القدس الشريف) ويتبعه: قضاء يافا وقضاء بئر السبع وقضاء غزة وقضاء الخليل، وكانت خانيونس تابعه لقضاء غزة، وظل هذا التقسيم معمولا به حتى الانتداب البريطاني على فلسطين، وكانت خان يونس مركز ناحيه تتبعها عدة قرى أهمها: بني سهيلا وعبسان ومعن ومعين[بحاجة لمصدر] وخزاعة بالإضافة إلى رفح ودير البلح والقرارة. وفي أواخر العهد العثماني، زادت الفتن الداخلية وتردت الأحوال وشمل ذلك كلا من غزة وخان يونس، خاصة مع العجز المالي الذي حل بدولة الخلافة في القرن التاسع عشر. ويذكر ان نابليون بونابرت مر على مدينة خانيونس وهو متجه لاستكمال حملته نحو بلاد الشام.

### عهد الانتداب البريطاني
في عام 1917، سقطت خان يونس بيد الجيش الإنجليزي، ودخلت المدينة مع باقي مدن فلسطين مظلة الانتداب البريطاني على فلسطين عام 1920، وأصبحت خان يونس أحد مدن قضاء غزة في تلك الفترة حتى وقوع النكبة، وفي نفس العام وبانتهاء الحكم العسكري البريطاني وقيام إدارة مدنية في عام 1920 تأسس لأول مرة مجلس بلدي لمدينة خان يونس وكان تشكيله بقرار من المندوب السامي بحيث يُعين الشيخ إبراهيم محمد الفرا، رئيساً. وفي هذا العهد، تم تشييد أكبر مساجد المدينة (المسجد الكبير) وتحديدا عام 1928.
تم إضافة المدينة إلى الدولة الفلسطينية المقترحة عندما أصدرت الأمم المتحدة قرار تقسيم فلسطين إلى دولتين عربية ويهودية عام 1947، ولكن قامت مصر بدخول المدينة عام 1948. في فبراير عام 1949 وقعت كل من مصر وإسرائيل هدنة تقضي باحتفاظ مصر بالمدينة ولذلك كانت مأوى لكثير من اللاجئين الفلسطينيين عند خروجهم من ديارهم. وبقيت تحت الحكم المصري حتى حرب 1967.
قرار التقسيم

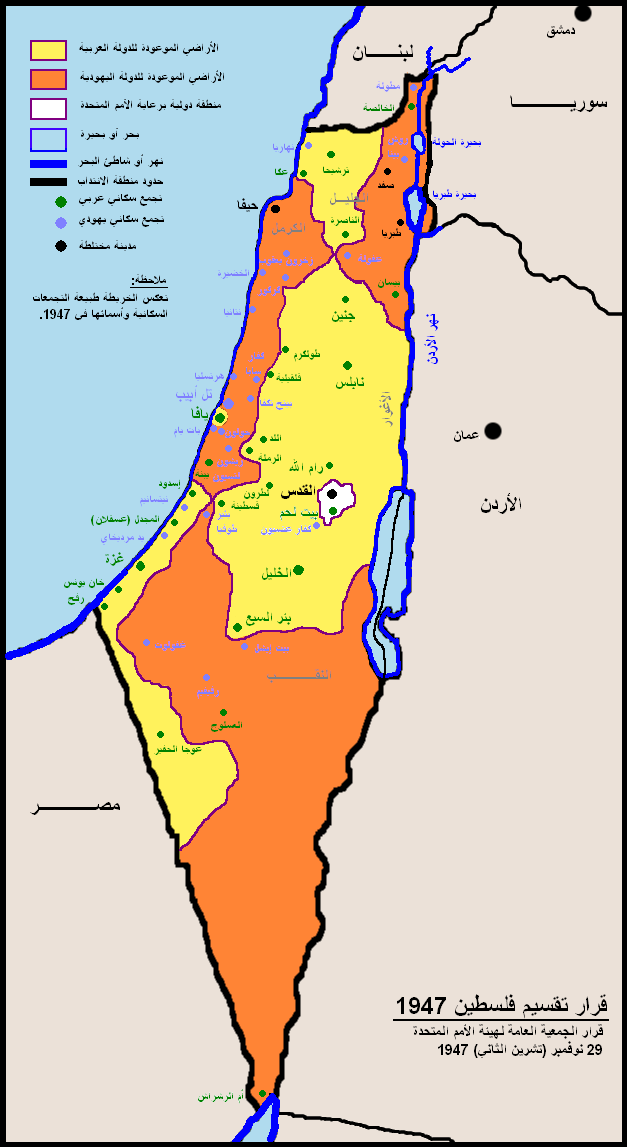
خارطة تقسيم فلسطين عام 1947، تظهر خان يونس ضمن المنطقة المُحدَدة للعرب.

قامت هيئة الأمم المتحدة عام 1947 بمحاولة لإيجاد حل الصراع العربي الإسرائيلي القائم على فلسطين، وقامت هيئة الأمم بتشكيل لجنة UNSCOP المتألّفة من دول متعدّدة باستثناء الدّول دائمة العضوية لضمان الحياد في عملية إيجاد حلّ للنزاع.
قامت اللجنة بطرح مشروعين لحل النزاع، تمثّل المشروع الأول بإقامة دولتين مستقلّتين، وتُدار مدينة القدس من قِبل إدارة دولية. وتمثّل المشروع الثاني في تأسيس فيدرالية تضم كلا من الدولتين اليهودية والعربية. ومال معظم أفراد لجنة UNSCOP تجاه المشروع الأول والرامي لتأسيس دولتين مستقلّتين بإطار اقتصادي موحد. وقامت هيئة الأمم بقبول مشروع لجنة UNSCOP الدّاعي للتقسيم مع إجراء بعض التعديلات على الحدود المشتركة بين الدولتين، العربية واليهودية، على أن يسري قرار التقسيم في نفس اليوم الذي تنسحب فيه قوات الانتداب البريطاني من فلسطين.
أعطى قرار التقسيم 55% من أرض فلسطين للدولة اليهودية، وشملت حصّة اليهود من أرض فلسطين على وسط الشريط البحري (من إسدود إلى حيفا تقريبا، ما عدا مدينة يافا) وأغلبية مساحة صحراء النقب (ما عدا مدينة بئر السبع وشريط على الحدود المصرية). ولم تكن صحراء النّقب في ذاك الوقت صالحة للزراعة ولا للتطوير المدني، واستند مشروع تقسيم الأرض الفلسطينية على أماكن تواجد التّكتّلات اليهودية بحيث تبقى تلك التكتّلات داخل حدود الدولة اليهودية.
وكانت خان يونس في ذلك الوقت أحد مدن قضاء غزة، التي تم الحاقها بالدولة العربية المُقترحة.
حكومة عموم فلسطين
هي حكومة تشكلت في قطاع غزة في 23 سبتمبر 1948  وذلك خلال حرب 1948 برئاسة أحمد حلمي عبد الباقي.
نشأت فكرت تكوينها عندما أعلنت بريطانيا عن نيتها التخلي عن انتدابها على فلسطين وأحالت قضيتها إلى الأمم المتحدة. أدركت القيادة الفلسطينية عندئذ، ممثلة آنذاك بالهيئة العربية العليا لفلسطين بزعامة الحاج أمين الحسيني، أهمية التهيؤ لهذا الحدث واستباقه بإيجاد إطار دستوري يملا الفراغ الذي سوف ينجم عن انتهاء الانتداب البريطاني وكان هذا الإطار هو إقامة حكومة عربية فلسطينية.
كان قبل ذلك فولك برنادوت قد أعلن في تقرير له في 16 سبتمبر 1948 أن العرب لم يبدوا أي رغبة في تشكيل حكومة في القسم العربي من فلسطين مما قد يؤدي إلى ضمه إلى شرق الأردن. وقد قوبل إعلان هذه الحكومة بالرفض من عدة أنظمة عربية هي الأردن والعراق ومصر. وظل تمثيلها شكليا لفلسطين في الجامعة العربية لعدة سنوات قبل انهيارها.

### الحكم المصري
دخلت المدينة بعد النكبة عام 1948 مظلة الحكم المصري، وأصبحت تُحكم عبر حاكم عسكري مصري. وقد أصبحت منذ ذلك الحين أحد المدن المستقبلة لأفواج اللاجئين الفلسطينيين من المناطق القريبة داخل الخط الأخضر. وفي عام 1956 اتهمت السلطات الإسرائيلية أهالي خان يونس وبخاصة اللاجئين الفلسطينيين باشتراكهم في المقاومة، لذا أصدرت أوامر لقوات الاحتلال بالفتك في المواطنين، فبدأت عمليات القتل الجماعي للمدنيين المسالمين وتقتيل المرضى على أسرتهم في المستشفيات والأطباء أثناء تأديتهم واجباتهم الإنسانية والطلبة والفتيان والأطفال والنساء والشيوخ بالجملة. وخاض الفلسطينيون والمصريون جنبا إلى جنبا معركة ضد الجيش الإسرائيلي، نتج عنها العشرات من القتلى العرب، بينما تكبد الجيش الإسرائيلي أحد عشر قتيلاً و65 جريحاً بهذه المعركة.

### النكسة
سقطت المدينة في يد إسرائيل بعد حرب 1967، لتظل تحت الاحتلال لمدة 27 سنة وتعاني من الإهمال الإسرائيلي لها كباقي المدن العربية الفلسطينية المحتلة. وقد صادرت سلطات الاحتلال مساحات شائعة من أراضي خان يونس وأقامت عليها العديد من المستوطنات. كانت مساحة المستوطنات الإسرائيلية في قطاع غزة تبلغ 155 كيلومترا مربعاً تقريباً، وبالنسبة للكتلة المحيطة بمدينة خان يونس، وهي الكتلة الجنوبية، فتتصل بإسرائيل عبر طرق عرضية تضمن لها سهولة الاتصال، ومن أهمها غوش قطيف.
في عام 1987، انخرط سكان مدينة خان يونس بوقت مبكر في الانتفاضة الفلسطينية الأولى. وكانت القيادة الوطنية الموحدة للانتفاضة، تقوم بتوزيع النشرات الأسبوعية في شوارع غزة مع جدول زمني للإضراب المتصاحب مع الاحتجاجات اليومية ضد الدوريات الإسرائيلية في المدينة. وفي المظاهرات، تم أحراق الإطارات في الشوارع، كما ألقى الحشود الحجارة والزجاجات الحارقة على جنود الاحتلال. ورد الجيش الإسرائيلي بالغاز المسيل للدموع والرصاص المطاطي. واغلقت المدارس في مدينة غزة قسرا، وفتحت تدريجيا لبضع ساعات. ونفذت الاعتقالات خارج البيوت، وفرض حظر التجول ومنع السفر، ما اعتبره الفلسطينيون بأنه عقاب جماعي. ردا على إغلاق المدارس، وتنظيم دورات تعليم سكان المنزل لمساعدة الطلاب على استدراك المادة الفائتة، وهذا أصبح واحدا من الرموز القليلة من العصيان المدني.

### السلطة الفلسطينية
بقيت المدينة تحت الاحتلال الإسرائيلي حتى عام 1994، تولت السلطة الوطنية الفلسطينية إدارة المدينة تطبيقًا لاتفاق أوسلو سنة 1993، ومع وجود السلطة الوطنية الفلسطينية إلا أن خان يونس ظلت فعليًا تحت الاحتلال الإسرائيلي حتى عام 2005، حين انسحبت إسرائيل أحاديًا من خان يونس وأبقت على حصارها برًا وبحرًا وجوًا. أصبحت المدينة بعد قدوم السلطة الوطنية الفلسطينية عام 1994، مركز لمحافظة خان يونس جنوب قطاع غزة. وتعتبر المدينة مركزاً إدارياً وتعليمياً لجنوب القطاع، تتركز فيها الكثير من الدوائر الحكومية، وعشرات المدارس لمختلف المراحل الدراسية.
وفي انتفاضة الأقصى، تعرضت المدينة لأكبر الهجمات الإسرائيلية الشرسة، فدمرت العديد من البيوت في حي القطاطوة عند معبر الشهداء فقد تعرض المخيم لثلاث محاولات للاقتحام ولكن قوة المقاومة كانت دائماً تردهم، كما تعرض الأهالي في بلدة خزاعة لأبشع مجزرة حيث قتلت إسرائيل أكثر من عشرين شخصاً خلال أقل من 24 ساعة وما زال حتى هذه اللحظة يتعرض لهذه الهجمة الشرسة من قوات الاحتلال ولكن المقاومون لهم بالمرصاد. بعد فوز حركة حماس بعدد كبير من مقاعد البرلمان الفلسطيني في الانتخابات اندلعت العديد من المناوشات المتفرقة بين عناصر من حركتي فتح وحماس ووصل الأمر ذروته في منتصف يونيو من عام 2007 حيث قامت حركة حماس بالسيطرة على كامل قطاع غزة والمؤسسات الأمنية والحكومية فيه.

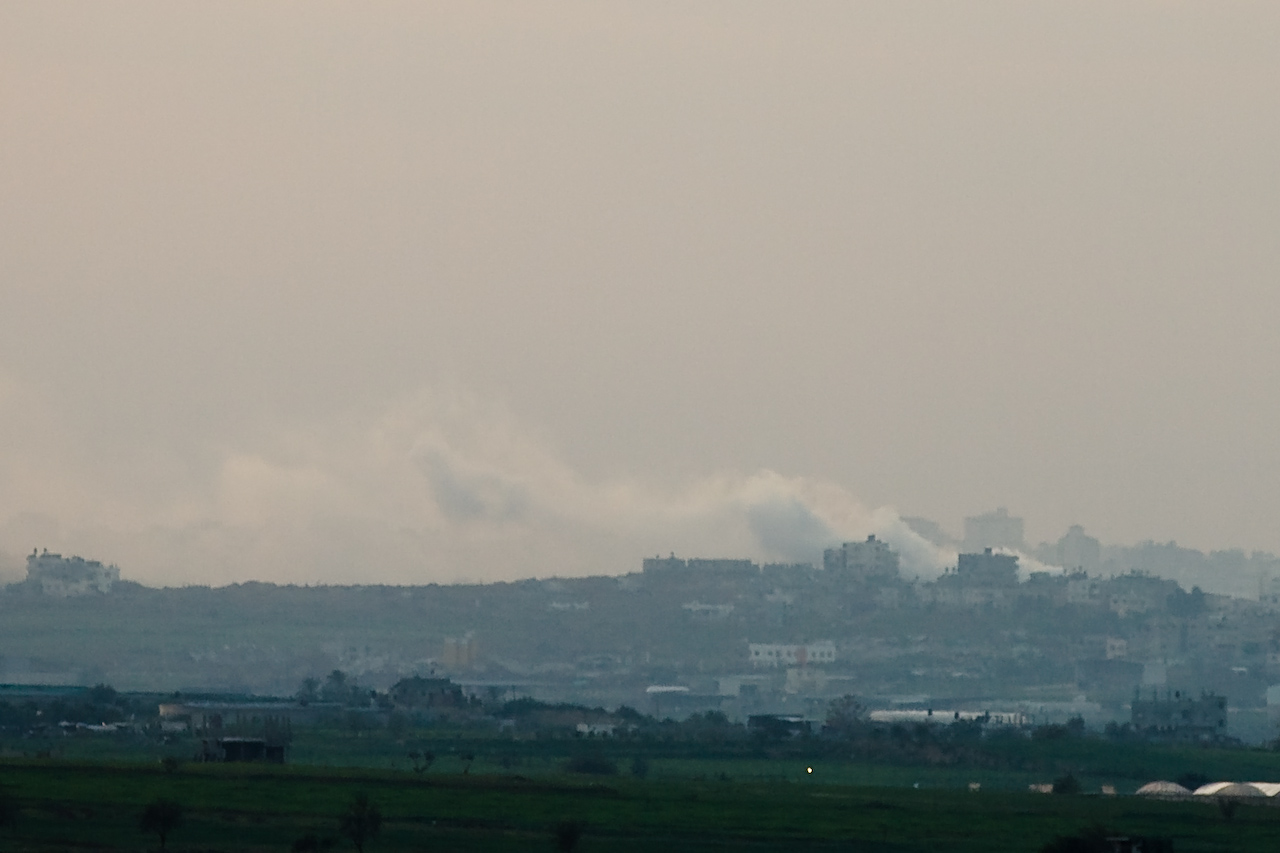
القصف الإسرائيلي على قطاع غزة عام 2008.

وقد فرضت إسرائيل حصارا على قطاع غزة نزح بسببه كثير من الفلسطينيين إلى معبر رفح آملين أن يدخلوا إلى الأراضي المصرية ليبحثوا عن السلام، لكن الإدارة المصرية منعت النازحين من الدخول إلى الأراضي المصرية، وقد كسر النازحون معبر رفح في شهر مارس ودخلوا إلى الأراضي المصرية وما زالوا يعانون من آثار الحصار إلى الآن. وتحاول منظمات إنسانية دولية كسر الحصار الفروض على قطاع غزة من خلال إرسال سفن بها عدد من النشطاء، محملة بالمساعدات الإنسانية، إلا أن إسرائيل تمنع وصول تلك السفن، ومن تلك المحاولات أسطول الحرية عام 2010،  وما تعرض له من هجوم عسكري إسرائيلي.
وفي حرب غزة قامت قوات الاحتلال يوم 27 ديسمبر 2008 باجتياح قطاع غزة وتدمير العديد من الأماكن مثل المستشفيات والمدارس وقتل العديد من المواطنين الأبرياء. وقد صمدت مدينة خان يونس أمام هذا الهجوم الذي خسرت فيه العديد من أبنائها، والمناطق التي تم قصفها وتدميرها التي من ضمنها منازل المواطنين. في نوفمبر 2012، أقدمت إسرائيل على الهجوم على قطاع غزة بقصف عشوائي استهدف في بادئ الأمر أحد قادة حركة حماس، إلاّ إنه طال المدنيين بشكل رئيسي، ونتج عنه العشرات من الضحايا. وقد ردت المقاومة الفلسطينية بشكل غير مسبوق عبر قصفها لمدن في العمق الإسرائيلي كتل أبيب، وهرتسيليا وبئر السبع بعشرات الصواريخ.

## الجغرافيا

موقع مدينة خان يونس جنوب قطاع غزة، فلسطين.

تقع خان يونس أقصى جنوب غربي فلسطين على بعد عشرة كيلومترات من الحدود المصرية، وتعتبر ثاني مدينة في قطاع غزة من حيث التعداد السكاني والمساحة، وترتفع نحو 50م عن سطح البحر، وتقع مدينة خان يونس في الجزء الجنوبي من الساحل الشرقي للبحر الأبيض المتوسط عند التقاء دائرة عرض 31.21 شمالا وخط طول 34.18 شرقا. تقع خان يونس على الخط الحديدي الذي يربط حيفا بالقنطرة ، وتبعد عن القنطرة بنحو 211 كم وعن حيفا 200 كم. مساحة أرضيها، فضلاً عن مساحة البلدة نفسها، 53,820 دونماً منها 1433 دونماً للطرق والوديان وسكك الحديدية وغيرها. ولا يملك اليهود فيها أي شبر. تحيط في أراضي البلدة أراضي رفح ودير البلح وبني سهيلا وعبسان وقضاء بئر السبع. وعمق آبارها يتراوح بين 20 و40 متراً. وتشترك مدينة خان يونس مع مدينة غزة في أهمية موقعها، حيث تقع في منطقة التقاء الأراضي الخصبة في السهل الساحلي الفلسطيني وكل من البيئات الصحراوية في النقب شرقا وصحراء سيناء جنوباً، كما شكل موقعها جسراً للغزوات الحربية والقوافل التجارية بين كل من الشام والعراق وشبه الجزيرة العربية وبين مصر وبالعكس، ولهذه الأسباب تكالبت الكثير من الأمم على السيطرة عليها.

### مناطق المدينة
| - مركز المدينة - الشيخ ناصر - البطن السمين - المعسكر - الأمل | - معن - جورت اللوت - قيزان النجار - قيزان أبو رشوان - السلام | - قاع القرين - المنارة - المحطة - الكتيبة - السطر | - الجلاء - النصر - التحرير - المواصي |

### القرى
توجد بها بلدة القرارة التي تعد من أجمل الأماكن في قطاع غزة من حيث هوائها النقي وأجوائها الهادئة حيث يقصدها أغلب سكان القطاع، ومن قرى خانيونس أيضاً بلدة عبسان الكبيرة والتي توجد في شرقي المدينة، وتعتبر بلدة بني سهيلا من أكبر بلداتها وهي من إحدى البلدات التابعة للمنطقة الشرقية والتي تضم بلدة بني سهيلا وعبسان الكبيرة وعبسان الصغيرة وبلدة خزاعة ومعن وقيزان النجار والسطر الغربي والشرقي. وتتمتع بموقع جغرافي هام فهي بوابة فلسطين الجنوبية. وتعتبر المدينة مركزاً إدارياً وتعليمياً لجنوب قطاع غزة، تتركز فيها الكثير من الدوائر الحكومية، وعشرات المدارس لمختلف المراحل الدراسية للبنين والبنات.

### المناخ
ينتمي إقليم خان يونس إلى المناخ الصحراوي المتوسطي ويمتد هذا الإقليم في الجزء الجنوبي من قطاع غزة أي خان يونس ورفح، وفي الجزء الغربي وفي الجزء الشرقي الذي يضم قرى بني سهيلا وعبسان وخزاعة، ويعد إقليم خان يونس مسرحاً تتلاقى فوقه مؤثرات البحر المتوسط والصحراء وعلى الرغم من وقوع محافظة خان يونس على البحر المتوسط وتأثرها بمناخه المعتدل الرطب، إلا أن موضعها في الساحل الجنوبي للبحر المتوسط يقلل من تأثير الرياح الجنوبية الغربية المطيرة شتاء على الإقليم بسبب هبوبها شبه موازية للساحل ولكن لا نستطيع أن نتجاهل أثر نسيم البحر الذي يهب على المدينة في الفترة الصباحية ويلطف من حرارة الصيف.
ومن جهة ثانية، فعن إقليم خان يونس يعد نافذة غربية لإقليم النقب الصحراوي في جنوب فلسطين التاريخية، لذا فإنه يتعرض لمؤثرات الصحراء في كثير من الأحيان إذ تهب عليه أحياناً رياح شرقية وجنوبية شرقية باردة جافة في فصل الشتاء، كما تهب عليه رياح شمالية شرقية جافة في فصل الصيف ويتعرض لرياح الخماسين الحارة الجافة المتربة التي تهب أحياناً من الصحراء سواء من سيناء أم النقب في فصل الربيع، وتؤدي هذه المؤثرات الصحراوية إلى إبعاد مناخ إقليم المدينة عن الاعتدال بحيث يصبح أقرب إلى التطرف والقارية منه إلى الاعتدال. يبلغ المتوسط السنوي لدرجة الحرارة في خان يونس 21ْم، ويعد شهر كانون الثاني/ يناير أبرد شهور السنة بينما يعد شهر آب/ أغسطس من أكثر شهور السنة حرارة، وترتفع درجة الحرارة في فصل الخريف عنها في فصل الربيع، حيث يكون شهر أيلول/ سبتمبر أكثر حرارة من شهر حزيران/ يونيه، ويبلغ متوسط النهاية الصغرى لدرجة الحرارة في مدينة خان يونس حوالي 5ْ م، ومتوسط النهاية العظمى حوالي 39ْ م، لذا يرتفع المدى الحراري إلى 34ْ م وتتراوح درجة الحرارة في خان يونس ما بين نهاية صغرى 2ْ م ونهاية عظمى 40ْ م.
| البيانات المناخية لـقطاع غزة | البيانات المناخية لـقطاع غزة | البيانات المناخية لـقطاع غزة | البيانات المناخية لـقطاع غزة | البيانات المناخية لـقطاع غزة | البيانات المناخية لـقطاع غزة | البيانات المناخية لـقطاع غزة | البيانات المناخية لـقطاع غزة | البيانات المناخية لـقطاع غزة | البيانات المناخية لـقطاع غزة | البيانات المناخية لـقطاع غزة | البيانات المناخية لـقطاع غزة | البيانات المناخية لـقطاع غزة | البيانات المناخية لـقطاع غزة |
| الشهر                        | يناير                        | فبراير                       | مارس                         | أبريل                        | مايو                         | يونيو                        | يوليو                        | أغسطس                        | سبتمبر                       | أكتوبر                       | نوفمبر                       | ديسمبر                       | المعدل السنوي                |
| ---------------------------- | ---------------------------- | ---------------------------- | ---------------------------- | ---------------------------- | ---------------------------- | ---------------------------- | ---------------------------- | ---------------------------- | ---------------------------- | ---------------------------- | ---------------------------- | ---------------------------- | ---------------------------- |
| متوسط درجة الحرارة الكبرى °ف | 63                           | 63                           | 68                           | 79                           | 84                           | 88                           | 91                           | 91                           | 88                           | 82                           | 75                           | 66                           | 78                           |
| متوسط درجة الحرارة الصغرى °ف | 45                           | 45                           | 48                           | 55                           | 59                           | 64                           | 68                           | 70                           | 66                           | 63                           | 54                           | 46                           | 57                           |
| الهطول إنش                   | 3.0                          | 1.9                          | 1.5                          | 0.2                          | 0.1                          | 0                            | 0                            | 0                            | 0                            | 0.6                          | 1.8                          | 2.8                          | 11.9                         |
| متوسط درجة الحرارة الكبرى °م | 17                           | 17                           | 20                           | 26                           | 29                           | 31                           | 33                           | 33                           | 31                           | 28                           | 24                           | 19                           | 26                           |
| متوسط درجة الحرارة الصغرى °م | 7                            | 7                            | 9                            | 13                           | 15                           | 18                           | 20                           | 21                           | 19                           | 17                           | 12                           | 8                            | 14                           |
| الهطول مم                    | 76                           | 49                           | 37                           | 6                            | 3                            | 0                            | 0                            | 0                            | 0                            | 14                           | 46                           | 70                           | 301                          |
| المصدر: قناة الطقس           |                              |                              |                              |                              |                              |                              |                              |                              |                              |                              |                              |                              |                              |

### موارد المياه
ظهرت بالآونة الأخيرة بقع داكنة تشوه جمال رمال منطقة المواصي في خان يونس التي تمتد عليها أراض زراعية. وأصبحت حاليا أحواض الصرف الصحي الضخمة المشيّدة قرب البحر زائر ثقيل الظل طالت إقامته. سوء التخطيط، وضعف التمويل وفيتو إسرائيل هي الأسباب التي أدت إلى إقامة هذه الأحواض المكشوفة قرب المساكن والمزارع، كبديل عن إنشاء محطات التكرير. تسربت المياه العادمة لتلك الأحواض إلى خزان المياه الجوفي وتربة منطقة المواصي الخصبة، ضمن أراضي خان يونس- سلّة الفواكه والخضار لجنوب قطاع غزة.
توجد في خان يونس عدة مصادر للمياه، وتم حصر هذه المصادر وكمية استخدامها وفقا للإحصائية اللآتية:
المياه الجوفية
- عدد الآبار 254 بئراً
- عدد الآبار للاستخدام المنزلي 26 بئراً وكمية الضخ 8357878 متر مكعب.
- عدد الآبار للاستخدام الزراعي 228 بئراً وكمية الضخ 19 مليون متر مكعب.
- المياه المشتراة من شركة ميكروت الإسرائيلية للأغراض المنزلية 2098202 متر مكعب 1999.
- المياه المنزلية المزودة الكلية والمزودة للفرد حسب إحصاء 1997:
- عدد الأفراد المزودين 195900 فرداً.
- المياه المزودة الكلية 7800 ألف متر مكعب.
- المياه المزودة للفرد / لتر يوم 109 لتر.

شبكات المياه
- عدد التجمعات المتصلة بالشبكة 11 تجمعاً.
- عدد المشتركين في خدمة المياه 17965 مشتركاً.
- إجمالي الاستهلاك الشهري 5140 ألف متر مكعب.

## السكان
| السنة | التعداد السكاني |
| ----- | --------------- |
| 1922  | 3890            |
| 1931  | 7248            |
| 1946  | 12350           |
| 1953  | 61591           |
| 1963  | 68044           |
| 1966  | 76204           |
| 1967  | 52997           |
| 1979  | 62400           |
| 1981  | 69951           |
| 1984  | 76900           |
| 1997  | 120,704         |
| 2010  | 201,692         |

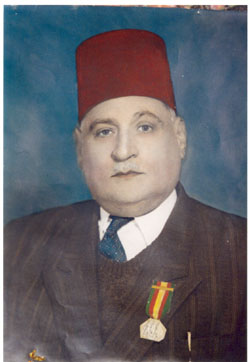
عبد الرحمن الفرا، من مشاهير المدينة، ورئيس بلديتها عام 1936.

يبلغ عدد سكان المدنية قبل الحرب بين حماس وإسرائيل قرابة 242,714 نسمة، بعد أن كان العدد يقارب 180,000 نسمة في 2006. وقد بلغ عدد سكان خان يونس وفقا لأول تعداد رسمي اجري لسكان فلسطين عام 1922 في فترة الانتداب البريطاني حوالي 3890 نسبه ثم ازداد عددهم إلى 7248 نسبه وفقا لتعداد عام 1931 وكانت نسبه زيادة عددهم حوالي 76% ما بين التعدادين أو معدل نمو سنوي بلغ حوالي 7% ويمكن أن نعزو ذلك المعدل المرتفع لنمو السكان إلى استيطان بعض البدو في المدينة إضافة إلى هجرة بعض سكان القرى المجاورة للاستقرار في خان يونس وإلى الزيادة الطبيعية لسكانها الأصليين. قدرة عدد سكان خان يونس عام 1946 في أواخر فترة الانتداب بحوالي 12350 نسبه يقيمون بيوتهم فوق رقعة المدينة البالغة مساحتها أن ذاك حوالي 2.5 كيلو متر مربع، لذا فان كثافة السكان بلغت في عام 1946 حوالي 4940 نسمه، لكل كيلومتر مربع وبلغت الكثافة السكانية أقصى ارتفاع لها في منطقة وسط المدينة حول قلعة برقوق.
وبعد عام 1948 قامت وكالة الأمم المتحدة لغوث اللاجئين وتشغيلهم بإنشاء معسكر اللاجئين الفلسطينيين في الطرف الشمالي الغربي من المدينة وذلك فوق الكثبان الرملية التي تمتد بين المدينة وشاطئ البحر ويضم هذا المعسكر خليطاً من أبناء اللاجئين الذين هاجروا من بلادهم الأصلية في فلسطين واستقروا في خان يونس ومما يسترعي الانتباه ذلك التوزع السكاني القائم على أساس بلد المنشأ الأصلي داخل المعسكر، إذ تجد أن أبناء البلد الواحد يجتمعون سوياً للسكنى مع بعضهم في إحدى مناطق المعسكر فهناك منطقة المجادلة التي تضم عائلات متعددة من أبناء المجدل وعسقلان، وهناك منطقة البدارسة التي تضم عائلات متعددة من أبناء بيت دراس وهناك منطقة تضم عائلات متعددة من أبناء الجورة وهناك منطقة تضم عائلات لكل من أبناء السوافير وحمامة وهكذا بالنسبة للقرى الأخرى، وقد تتجمع أسر تنتمي إلى عشيرة واحدة في إحدى مناطق المعسكر كما هو الحال بالنسبة لعشيرة الحطوب وعشيرة النبارصة وعشيرة القطاطوة وعشيرة آل أبو مصطفى وغيرها من العشائر، وتجدر الإشارة إلى أن معظم العائلات المقيمة في معسكر اللاجئين بخان يونس تعود أصولها إلى قبائل عربية استقرت في فلسطين منذ قرون عديدة واضطرت إلى الهجرة من ديارها اثر حرب عام 1948 م والاستقرار في خان يونس.
لقد لعبت خان يونس دوراً هاماً في جذب السكان للاستقرار فيها بحكم موقعها على حافة الصحراء وكذلك لأنها في الطرف الجنوبي لسهل فلسطين الساحلي، غير أنها بسبب موقعها المتوسط بين غزة ورفح كانت بمثابة جسر عبور أو نقطة انتقال لنقاط أخرى وبمعنى آخر كانت المحطة الأولى من محطات الاستقرار المؤدية في النهاية إلى غزة أو رفح، وقد أدى الضغط السكاني المرتفع على الموارد الزراعية لخان يونس في الماضي إلى توجه بعض مواطني خان يونس نحو أراضي رفح الزراعية بغرض استغلالها مع بقائهم في خان يونس، أي أنهم كانوا يأتون إلى رفح في أوقات المواسم الزراعية ثم يعودون إلى بلدهم حالما تنتهي تلك المواسم إلا أنهم أخيراً بنوا لهم منازل في رفح واستقروا فيها بالقرب من أراضيهم الزراعية، ومن أمثلة عائلات خان يونس التي استقر بعض أفرادها في رفح عائلات زعرب والشاعر وبربخ وأبو ظهير والبيوك.

## الاقتصاد

بساتين الجوافة في المدينة، والتي تشتهر بزراعتها.

تعتبر مدينة خان يونس مخزون الأرض والمياه والمصدر الزراعي لكل قطاع غزة، كما تشتهر أيضاً بوجود المزارع المختلفة، وبالتالي فلها دورها الاقتصادي في قطاع غزة.
تمتاز خان يونس بشاطئها البحري الذي يبلغ طوله حوالي (9) كم، وهذا يكسبها موقع سياحي مميز، إضافةً لكونها مدينة لها تاريخ عريق يصل لأكثر من (700) عام، وتعتبر قلعة برقوق فيها من أبرز المعالم التاريخية في قطاع غزة.
عانت المدينة من الاحتلال الإسرائيلي ومن مستعمراته التي أعاقت عملية تطور المدينة وأعاقت الكثير من مشاريعها، فقد جثمت المستوطنات الإسرائيلية على ثلث أراضي المدينة لمدة تزيد عن (38) عاماً تقريباً، فقد عانت هذه المدينة ولا زالت من جراء هذا الاحتلال، وأثر بشكل كبير على مجريات الأمور فيها وهذا آثاره باقية لحتى الآن.

### التجارة
ساهم موقع خان يونس الجغرافي ووقوعه عند نقطة التقاء البيئة الزراعية مع البيئة الصحراوية في رواج التجارة في هذه المنطقة. وقد لعب رأس المال دوره في إقامة المجمعات التجارية، ويرجع فضل هذا النشاط إلى الحوالات التي أرسلها المغتربون من أهل المدينة إلى أهلهم وذويهم، بالإضافة إلى انتشار المحلات التجارية داخل الأحياء السكنية، وسوق الأربعاء الذي يعقد كل أسبوع، ويعد من أكبر الأسواق التي تقام في قطاع غزة ولا ينافسه إلا سوق السبت الذي يقام في رفح.
كان أول بنك افتتح في خان يونس هو بنك الأمة العربية وكان ذلك في 1946 وكانت البنوك قد افتتحت في غزة في عام 1935 (بنك باركلين)، وصدر قرار بفتح البنك العربي فيها في عام 1946. ثم بعد ذلك انتشرت البنوك في المدينة فافتتح فرع لبنك فلسطين في أول شارع البحر، وفرع آخر لبنك القاهرة عمان في شارع السنية، والبنك العربي في أول طريق السطر الغربي، وفرع ثالث للبنك الإسلامي في شارع جلال، وفرع رابع للبنك العقاري المصري في أول طريق المدينة.

### الصناعة

أول سيارة سباق فلسطينية صُنعت في خان يونس عام 2011.

يتميز قطاع الصناعة في خانيونس بصغر حجمه إذ تسود الصناعات الخفيفة التي لا تحتاج إلى خبرات أو رؤوس أموال، مثل: صناعة الألبان، والخبز، والحلويات، وغزل الصوف، والتجارة، والحدادة، الورش المختلفة، وقد أقيمت صناعات أخرى، مثل: الصناعات الغذائية، الصناعات الكيماوية، السجاد والملبوسات، ومواد البناء، صناعة الأخشاب، أما صناعة الغزل والتريكو والأقمشة فقد ازدهرت منذ الخمسينات والستينات على أيدي أبناء المجدل وعسقلان الذين لجأوا إلى المدينة وأقاموا فيها بعد هجرة عام 1948م.

### الزراعة
يعمل قسم من أهل خان يونس بالزراعة وتربية الحيوان ومن أهم المحاصيل الزراعية في خان يونس الحبوب كالقمح والشعير، والخضار، بالإضافة إلى البطيخ، والشمام، والحمضيات، واللوز، والزيتون، والقصب. وتشتهر المدينة بزراعة فاكهة الجوافة تحديدا، لملائمة الطقس فيها لزراعتها ولتوفر المياه العذبة.

## العمارة والتخطيط الحضري

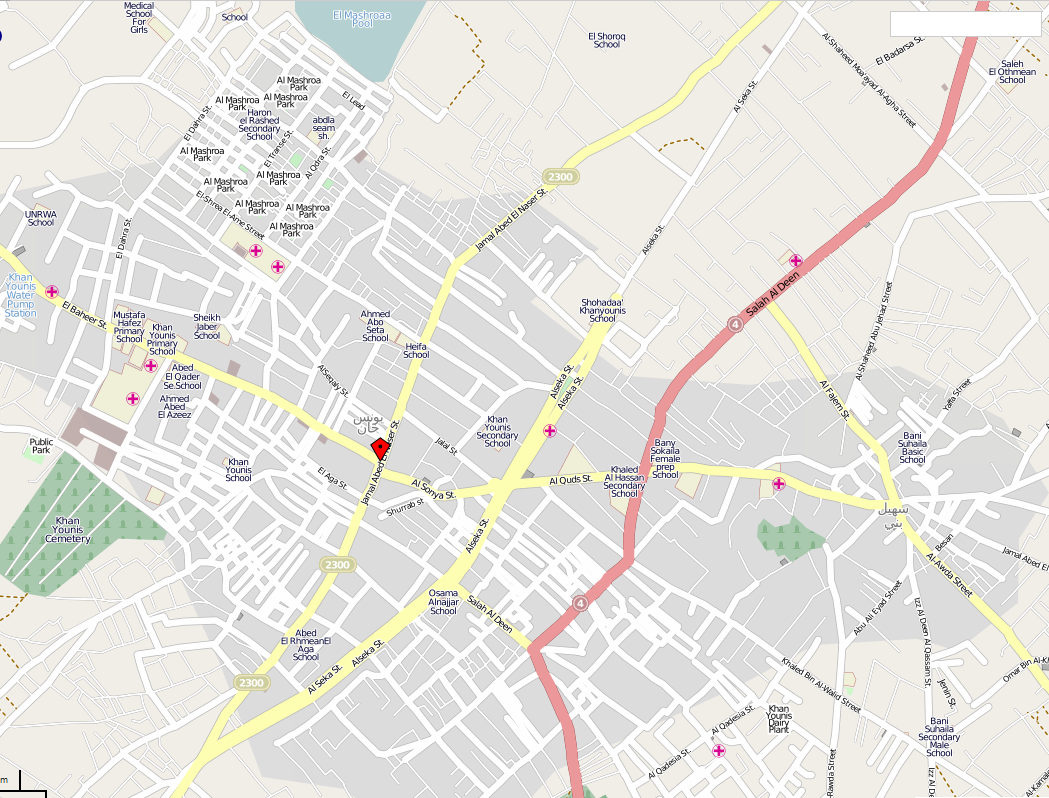
خريطة المدينة وشوراعها الرئيسية.

يمكن تحديد إقليم المدينة بالاعتماد على تحديد نطاق توزيع سلسلة من أوجه النشاط المختلفة التي تربط المدينة بالقرى التابعة لها في الإقليم، وهناك علاقات متنوعة تربط خان يونس بإقليمها كالعلاقات الاقتصادية والاجتماعية والإدارية والتعليمية والصحية وغيرها ولهذه العلاقات مجالات تمتد إليها وحدود تنتهي عندها وتحتاج لتحديدها إلى مسح ميداني. أن نظام الشوارع بالمدينة يتألف من خطوط متعامدة وشبه متوازية وهو ما يعرف بالمخطط المستطيل الذي يتناسب مع موضع المدينة وكذلك موضع خان يونس سهلي منبسط ومن مميزات هذا المخطط أنه يتمشى مع أسطح الأرض السهلية المنبسطة حيث تكون الشوارع مستقيمة تقريبا ويتم البناء بسهولة وفقا لها كما انه يمكن الإفادة من كل الأرض وكذلك تسهيل عملية تقسيم الحي إلى الخدمات المختلفة غير أن المخطط المستطيل يجعل من الشوارع ممرات سهلة لعبور الرياح فيها كما انه يعرضها للإشعاع الشمسي.
ويتميز مخطط خان يونس بأنه يقوم علي أساس تقاطع شارعين رئيسيين متعامدين علي بعضهما البعض، ويشكل هذان الشارعان قلب المدينة حيث تمتد الأسواق علي طولهما، ويعد شارع جمال عبد الناصر الذي تطل قلعة برقوق علي امتداده الشمالي الجنوبي فانه يعد من أكثر شوارع المدينة قدما، وأما شارع البحر فانه يعد من الشوارع الحديثة نسبيا باستثناء الجزء القريب من شارع القلعة والمتعامد عليه لأنه يعد من أكثر أجزاء شارع البحر قدما ويمتد شارع البحر في تعامده مع شارع القلعة من الشرق إلى الغرب ولا شك أن هذين الشارعين الرئيسيين اسهما في توجيه نمو مدينة خان يونس واعطائها شكلها العام مما يعكس أهمية صفات الموضع على مورفولوجيا المدينة لقد كان نمو خان يونس طوليا علي امتداد شارع القلعة في القديم واستمر طوليا علي امتداد شارع البحر خلال الأربعين سنه الأخيرة. وقد اتسعت المدينة بشكل كبير خصوصا بعد إنشاء أحياء جديدة فيها، وإقامة مخيم اللاجئين، أما نمط الأبنية فإن خانيونس تجمع بين القديم والحديث وتضم عدداً من المواقع الأثرية مثل قلعة برقوق.
إن ما آلت إليه مدينة خان يونس من تخلف حضاري جاء نتيجة إلى العشوائيات والمخالفات والسياسات الخاطئة في تغليب المصلحة الخاصة على المصلحة العامة بالإضافة إلى عدم الأخذ بعين الاعتبار للناحية الجمالية في المباني وعدم الاهتمام بواجهات المباني وكذلك عندما قامت البلدية بإنشاء مشاريع غير مدروسة تقلل من القيمة الحضارية للمدينة.
في الفترة الأخيرة نلاحظ زيادة مساحة المباني والعمران في خانيونس وخاصة في غرب خانيونس. ويعود سبب ذلك إلى توفر مواد البناء بالإضافة إلى المساعدات المقدمة والمشاريع مثل: المشروع الهولندي والمشروع الإماراتي.

## البنية التحتية
المستشفيات
يوجد في المدينة اليوم عدة مستشفيات أهمها: مستشفى ناصر، المستشفى الأوروبي، ومستشفى الأمل، بالإضافة إلى مستشفيات أخرى. أدت كثرة الإصابات في مذبحتي 1955 و 1956 الإسرائيليتان وكثرة الجرحى وموت أغلبهم في تفكير الحكومة المصرية في بناء مستشفى ناصر، فوضع له حجر الأساس في عام 1958 في منطقة الرمال في المدينة، وقد استطاع هذا المستشفى تقديم خدماته لسكان المدينة والقرى المحيطة بها وكان المرضى يأتون إليه من رفح الفلسطينية ورفح المصرية والعريش في سيناء. يعمل هذا المشفى يعمل بجانب المستشفى الأوروبي والمستشفيات الأخرى بشكل كبير، وكان الضغط عليه شديد من قبل المواطنين في المحافظة علاوة على محافظتي رفح والمنطقة الوسطى بالرغم من أن رفح قد بني فيها مستشفى أبو يوسف النجار إلا أنه غير مجهز بالأجهزة الكافية لاستقبال العمليات الخطيرة، وقد بلغت نسبة إشغال الأسرة غير الفعلي نحو 138% وذلك في فترة 1997.
الملاعب

المدينة الرياضية في خان يونس.

تعتبر مدينة خان يونس من ثاني مدن قطاع غزة اشتهاراً في مجال الرياضة بعد غزة حالياً أما في السابق، فكانت هي السباقة والأولى على كل الفرق والنوادي حيث يوجد في المدينة العديد من الملاعب يبلغ عددهم تقريباً 20 ملعب حيث لكل حي فريق خاص به، والعديد من رياضيي خان يونس انتقلوا إلى منتخب فلسطين. ويلعب في خان يونس عدة أندية رياضية على مستوى كرة القدم ورياضات أخرى، أهمها: نادي اتحاد خان يونس البلدي، نادي خدمات خانيونس، نادي شباب خانيونس.
وتحوي المدينة على عدة ملاعب، منها المعلب البلدي الذي أنشأه المصريون أثناء حكمهم للمدينة قبل النكسة عام 1967. وقد قامت السلطة الفلسطينية بعد تأسيسها في منتصف التسعينات بتحديث منشآت هذه الملاعب وصيانتها.
النقل
من وسائل المواصلات في خانيونس السيارات والحافلات وتنتشر بشكل كبير في شوارع المدينة والتي من أشهرها شارع صلاح الدين وشارع البحر وشارع جلال. لكن للأسف تفتقر المدينة للقطارات أو النقل البحري بالإضافة إلى أزمة الوقود.

## الثقافة

مكتبة بلدية المدينة

توجد في خان يونس عدة مراكز ومعالم ثقافية، منها المركز الثقافي، ومكتبة خان يونس العامة، ومركز الأنشطة الشبابية، وغيرها. تأسست مكتبة بلدية خان يونس العامة عام 2004 من قبل البلدية بدعم من برنامج الأمم المتحدة الإنمائي (UNDP)، وتحتوي على 11,000 كتاب تقريباً باللغة العربية و2600 كتاب باللغة الإنجليزية وما يقارب 4000 دورية.
ولقد عُرف أهل خان يونس بتمسكهم بعاداتهم العربية والإسلامية. ويميل أفراد العائلة الواحدة للتجمع السكني بجوار بعضهم البعض بحيث أن من الطبيعي أن نجد نوعاً من التركز العشائري في أحياء معينة تتخذ نفس اسم العشيرة، وعلى سبيل المثال تتركز عائلات الأغا والفرا وشراب في وسط المدينة وتتركز عائلة الأسطل في الجزء الشمالي الشرقي من المدينة وعائلة العقاد في الجزء الشمالي وعائلتا البيوك والشاعر بالجزء الجنوبي وعائلتا النجار وزعرب في الجزء الجنوبي الغربي، وعائلة المصري في الجزء الجنوبي الشرقي للمدينة، غير أن هذا التركز أخذ يخف منذ حرب 1948 نتيجة سكنى بعض العائلات من اللاجئين الفلسطينيين وكذلك سكنى بعض العائلات الصغيرة الأخيرة من أبناء خان يونس الأصليين داخل الأحياء التي تتركز فيها العائلات الكبيرة والتي تحمل أسماء هذه العائلات.
 الأزياء والتطريز 
يعتبر قطاع غزة، الموطن الأصلي ل الشاش (معلومة ليست مؤكدة)، القماش من أجل «ثوب غزة» يتم نسجة بالقرب من المجدل (عسقلان). القطن الأسود أو الأزرق أو المقلمة باللونان الزهري والأخضر، والتي تم تصنيعها في المجدل استمرت بالانتشار في باقي مناطق قطاع غزة من قبل اللاجئين من قرى السهل الساحلي حتى التسعينيات. يتميز الثوب الغزاوي بأكمام ضيقة ومستقيمة. وكان التطريز أقل كثافة من تلك المطبقة في الخليل. ومن الزخرفيات تشمل: مقص، مشط وحجاب والتي رتبت في كثير من الأحيان في مجموعات ثلاثية أو خماسية أو سباعية. ويعتبر استخدام الأرقام الفردية في الفولكلور العربي أن يكون فعالا ضد العين الحسود.
 المطبخ 
تأثر المطبخ في قطاع غزة بالأكلات المجاورة حيث تأثرت بمصر بفضل موقعها على ساحل البحر المتوسط. الغذاء الرئيسي للغالبية العظمى من سكان المنطقة هو السمك. تتسم الأطعمة هناك بأضافة الثوم والفلفل الأحمر والكمون ويتم نقعه في مزيج من الكزبرة، الفلفل الأحمر، كمون، ثوم مفروم والليمون. التأثير المصري يظهر أيضا على جانب الاستخدام المُتكرر للفلفل الحار والثوم والشوندرة نكهة لكثير من وجبات الطعام من قطاع غزة. الطبق الوطني لمنطقة غزة هو السماكية.

## التعليم

كلية العلوم والتكنولوجيا في خان يونس.

تحتل محافظة خان يونس مرتبة متقدمة في نسب التعليم بالأراضي الفلسطينية، حيث أن المعدل العام للأمية في الأراضي الفلسطينية هو 5,8% (وهو كما معروف من أقل النسب عربياً). ويوجد في المدينة العشرات من المدارس الابتدائية والثانوية.
أما بالنسبة لتعليم العالي، فيوجد في المدينة العديد من الكليات والمعاهد التقنية، ككلية العلوم والتكنولوجيا، الجامعة الإسلامية - خان يونس، جامعة القدس المفتوحة - خان يونس. إلاّ أن أكبر صرح للتعليم العالي في المدينة هو جامعة الأقصى، فقد تأسست في المدينة عام 1955، وبدأت كمعهد للمعلمين تحت إدارة الحكومة المصرية، وكان الهدف آنذاك هو إعداد المعلمين وتأهيلهم. وفي عام 1991 تطور المعهد إلى كلية عرفت بكلية التربية الحكومية، ومنذ ذلك الحين أخذت الكلية تتنامى شيئاً فشيئاً في خططها التعليمية، عبر برنامج الدراسات العليا المشترك مع جامعة عين شمس ومع بداية العام الجامعي 2000/2001 تم تحويل الكلية إلى جامعة الأقصى حيث تضم الجامعة حالياً خمس كليات هي: كلية العلوم التطبيقية، كلية الآداب والعلوم الإنسانية، كلية التربية، كلية الإعلام، وكلية الفنون الجميلة.

## السياحة
تم إنشاء مدينة متكاملة للإنتاج الإعلامي غرب خان يونس في مكان المستوطنات الإسرائيلية التي أخلتها إسرائيل عام 2005 بانسحابها من قطاع غزة، وهي مدينة أصداء للإنتاج الإعلامي، حيث أنشأت عددا من المشاريع على الأرض داخل المدينة والتي تتواجد فوق مساحة 1020 دونم علي أرضي محررة وتجمع (غوش قطيف) الاستيطاني سابقا. وتتكون من 10 دونمات من المسطحات الخضراء وقرية مائية وملاعب ومدينة ألعاب وحديقة حيوانات ومطاعم، بحيث أصبحت الوجهة السياحية الأولى على مستوى قطاع غزة.
كما تم تأجير عدد كبير من الدفيئات الزراعية، لتشجيع عمليات الاستثمار الزراعي والاقتصادي، نتيجة الحصار والتضييق وفي ظل منع الكثير من الأدوات الرئيسية في مجال الاستثمار والبناء واعادة الاعمار.
يشار بالذكر إلى أن خان يونس كانت تفتقر لمتنزهات وحدائق في العقود الماضية، إلاّ أن البلدية عملت مؤخرا على تشييد عدة مشاريع لحدائق عامة من أهمها: حدائق خان يونس العامة (المتنزه الإقليمي)، الحديقة البحرية، حديقة الصداقة الإيطالية الفلسطينية، حديقة المحطة، حديقة التعليم، الحديقة العامة (خلف الإسكان النمساوي)، حدائق حي الأمل.

## خان يونس والاحتلال

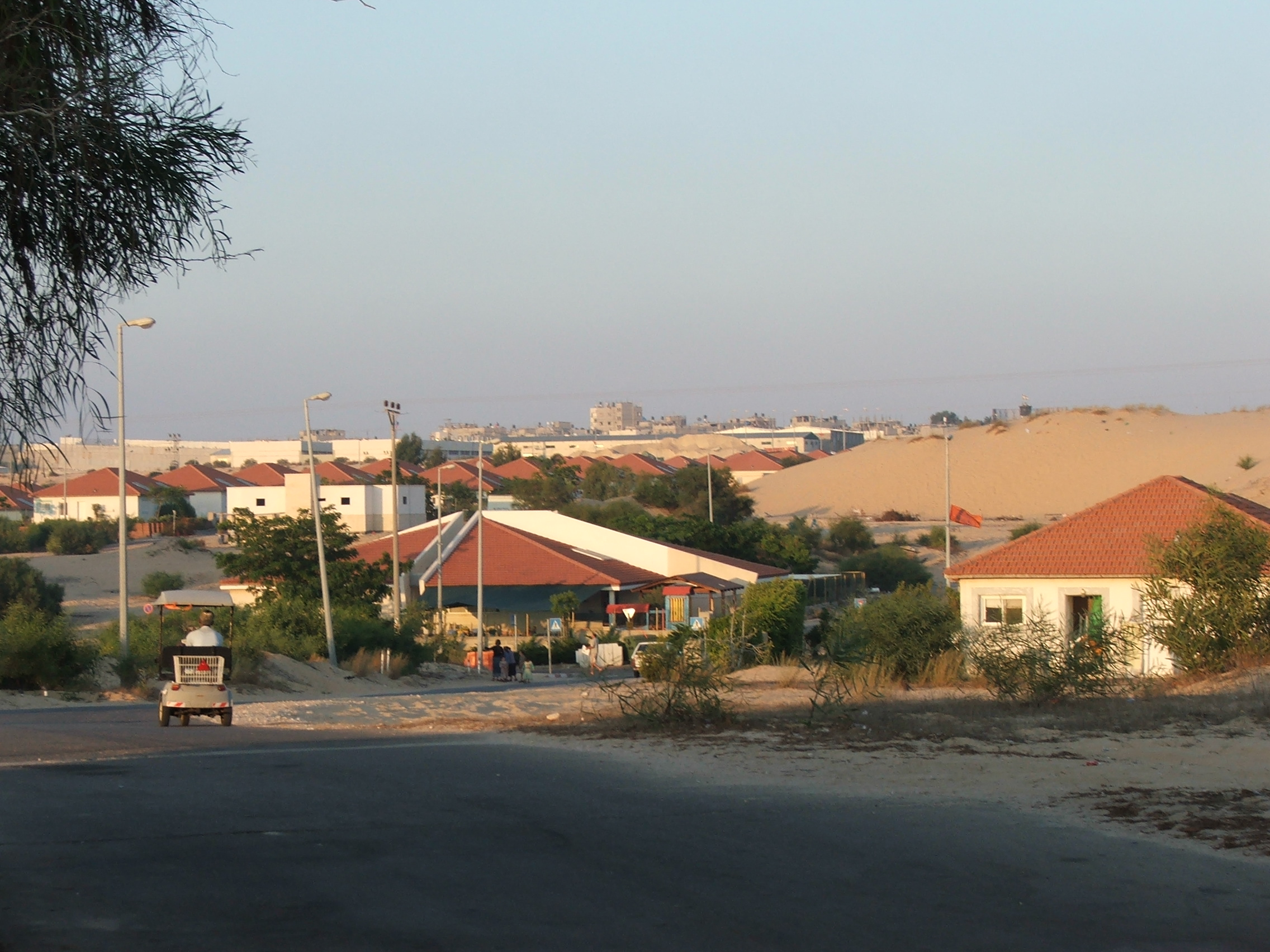
مستوطنة «غوش قطيف» الإسرائيلية المُقامة على أرضي خان يونس المصادرة. دمرتها إسرائيل بعد انسحابها من قطاع غزة عام 2005.

استولت سلطات الاحتلال على جزء كبير من أراضي المدينة لبناء المستوطنات عليها، وتشكل مجمعة مستعمرات غوش قطيف التي تمتد بطول الساحل ابتداءً من حدود دير البلح إلى الحدود الدولية في رفح أكبر تجمع استيطاني في قطاع غزة، وهي تستولي على معظم أراضي خان يونس الغربية، وكانت تفصل المدينة والمخيم عن شاطئ البحر. بالإضافة إلى وجود عدة مستعمرات أخرى أخرى مثل «نيتسر حزاني» و«جاني طال» و«جان أور» و«جديد» و«مفيه دقاليم». وقد تحررت من الاحتلال في شهر سبتمبر 2005.
وتعاني مدينة خان يونس من مشاكل عدة أهمها: عدم توفر شبكات واضحة للبنية التحتية وخصوصاً شبكة المياة وتصريف الأمطار والصرف الصحي، ومعاناة المواطنون في هذا المضمار لا تزال تراوح مكانها وتشكل مشكلة بيئية خطيرة. لوث مياه الشرب حيث تزيد مادتي النترات والكلورايد في مياه الآبار. توقف المشاريع والإسكان في المدينة بسبب الحصار الإسرائيلي ومنع إدخال مواد البناء وإعاقة عملية التواصل الإنساني وكافة أشكال الحياة. نقص الواضح في الخدمات والمرافق العامة والمتنزهات والمناطق الخضراء، حتى أن المتوفر منها يحتاج إلى تطوير وتأهيل. مشكلة متزايدة في شبكات الطرق حيث لا تزال العديد من الشوارع غير معبدة، وغير مفتوحة، وغير مؤهلة، ناهيك عن عدم وجود خطة مرورية واضحة.

### الحصار

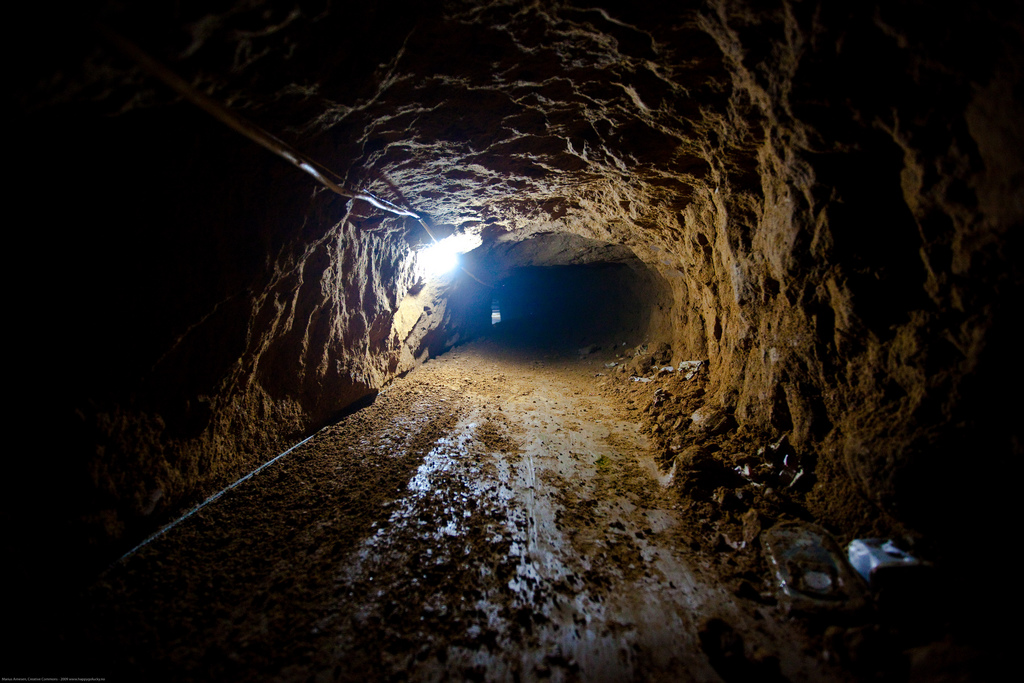
تعتبر أنفاق التهريب الواصلة للجانب المصري من الطرق الرئيسية لدخول السلع التجارية للتجار في غزة بالإضافة للأسلحة بعد الحصار.

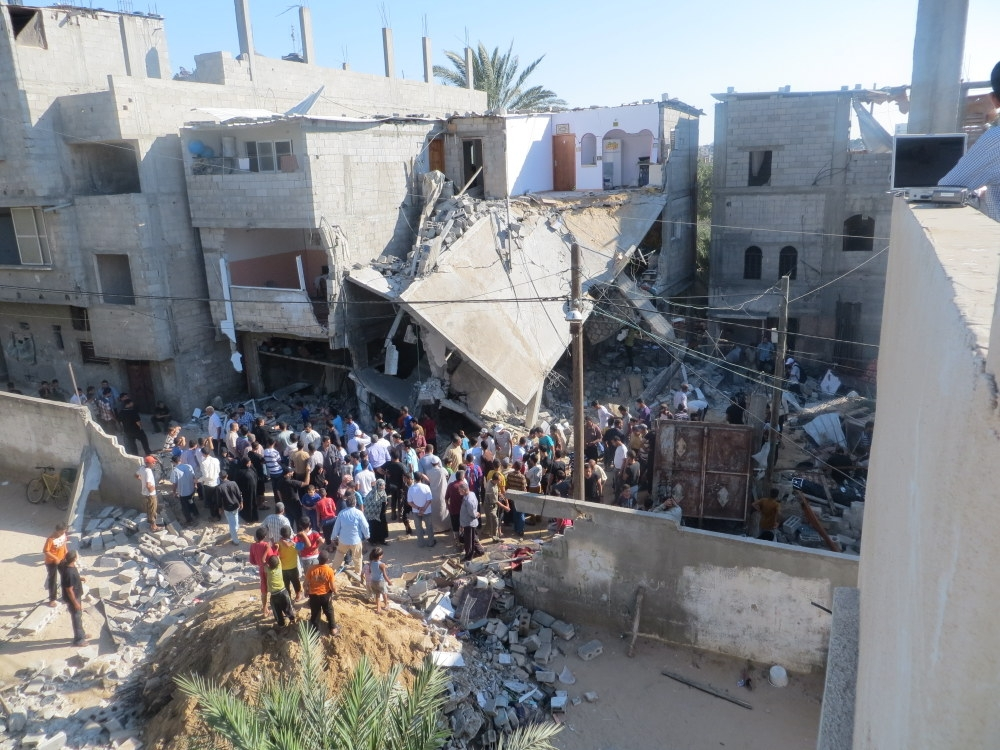
مبنى مدمر بعد القصف على قطاع غزة.

تقوم السلطات الإسرائيلية بحصار قطاع غزة وبالتالي المدينة حصاراً كاملاً حيث تمنع السفر من وإلى غزة وتمنع عنها مواد البناء والمواد التموينية والأدوية والمحروقات بأنوعها، وقد دمر هذا الحصار الاقتصاد الغزاوي بشكل شبه كامل. وفي أوائل سنة 2009 بدأت إسرائيل في ضرب قطاع غزة كاملاً. وقد زعمت إسرائيل بأن حركة حماس تهدد أمنها وسكانها.
ولكن الشعب الفلسطيني ولم يستسلم وإنما بادر بشق الأنفاق عند حدود الأراضي المصرية، وساعدت هذه الأنفاق بدخول جميع مستلزمات الحياة من مواد غذائية ومواد بناء وأسلحة وأجهزة كهربائية وحتى السيارات. وبعد عام من شن إسرائيل الحرب على غزة قامو بعقد عدة اتفاقيات وتهدئات ساهمت بتهدئة الوضع في قطاع غزة وفتح معبر رفح والسماح للمُسافرين بالدخول والخروج من المدينة ولكن بتنسيق من حُكومة حماس المُقالة والسلطة المصرية.
ما زال المواطن الفلسطيني يعاني من أزمة الغلاء المعيشي بالإضافة للمعونات التي تقدم للمواطنين فهي تقدم فقط لعائلات معينة وليس للجميع. ومع ذلك فإن سكان قطاع غزة يعيشون في نعيم أكثر من الضفة الغربية باستثناء تواصل انقطاع التيار الكهربائي بحجة عدم وجود الوقود.

### مخيم خان يونس
يقع مخيم خان يونس على بعد نحو 2 كيلومتر عن شاطئ البحر الأبيض المتوسط إلى الشمال من رفح. وهو يقع إلى الغرب من مدينة خان يونس. أُنشئ عام 1949 وبلغت مساحته عند الإنشاء حوالي 549 دونماً، وزادت بعد ذلك إلى 564 دونماً. وفي أعقاب حرب عام 1948، التجأ 35,000 لاجئ إلى المخيم بعد أن فروا من منازلهم خلال أعمال العنف، وكان معظمهم من منطقة بئر السبع. ويقطن في مخيم خان يونس اليوم ما يزيد عن 68,000 لاجئ.

## بلدية خان يونس
تعود بدايات تأسيس بلدية في خان يونس إلى عام 1917، إلى أن تأسست فعليا في عام 1920. وعملت المجالس المختلفة على تقديم الخدمات لمواطنيها فيما شهدت المدينة تراجعاً ملموساً على مدار سنوات الاحتلال الإسرائيلي لها. وبلدية خان يونس هي مؤسسة خدماتية تُعنى بشؤون تقديم الخدمات التقليدية والأساسية لمواطنيها بالدرجة الأولى ودعم البلديات المجاورة في أوقات المحن والكوارث الإنسانية عبر مد يد العون ونجدتهم ومساعدتهم بكافة الإمكانيات والسبل المتاحة.

### مدن متؤامة
- هامار، النرويج
- المنكب، إسبانيا
- ايفري، فرنسا

## وصلات خارجية
- خان يونس - هنا فلسطين ج1 على يوتيوب
- خان يونس - هنا فلسطين ج2 على يوتيوب

### الملاحظات
1. ↑  كان الخليفة الأموي عمر بن عبد العزيز من أول الخلفاء الذين اتخذوا الخانات للمسافرين. وكان الخان يعرف عند أهل الشام حينئذ باسم الفندق؛ ومع الزمن نسي اسم الفندق وحل محله اسم (الخان). ثم غلب عليه اسم (النزل) والجمع (أنزال). وبعضهم يدعونه (الأوتيل) أو (الهوتيل) وهي كلمة أعجمية بمعنى (الفندق).
2. ↑  كان الجهاز الإداري لدولة المماليك يعتمد على مجموعة من الدواوين. ومن أهم هذه الدواوين (ديوان الانشاء). وكانت وظيفته الاجابة على المكاتبات التي ترد إلى السطان من مختلف الدول فضلاً عن اعداد الرسائل التي يبعث بها السلطان إلى مختلف الملوك والأمراء. و(الدوادار) كان من كبار موظفي الانشاء واجباته أن يقوم بتبليغ الرسائل من السلطان وإليه والاطلاع على كل ما يصدر من ديوان الانشاء وما يرد عليه من مكاتبات وتسجيلها في ملفاتها؛ ولهذا فان وظيفته كانت من الوظائف الخطيرة. وكان صاحبها يختار من كبار الأمراء. وهي وظيفة تعادل وظيفة (السكرتير الخاص للسلطان).
3. ↑  هو السلطان برقوق (الظاهر سيف الدين برقوق). اخذ من بلاد الشركس- هي بعض بلاد الكرج (جورجيا)- بين بحر الخزر والبحر الأسود. بيع ببلاد القرم فجلبه التاجر (فخر الدين عصمان الخوارزمي) وأتى يه إلى القاهرة. فاشتراه منه الأمير (يلبغا الخاصكي) واعتقه وجعله من جملة مماليكه. وبعد حدوث أمور يطول شرحها تولى برقوق عام 784 هـ: 1382 م. عرش مصر؟ فهو أول وأشهر ملوك المماليك الشركسية أو البرجية. سُمي برقوق لنتوء في عينيه كأنهما البرقوق واسمه الأصلي (التون بوغا = الطنبغا).
4. ↑  مرا؛ أخي الفضل بن ربيعة ومنهم (آل شمّا) العائلة الوجيهة الفلسطينية في صفد.
5. ↑  تولى عرش مصر عام 873- 901 هـ: 1468- 1496 م. وهو أطول ملوك دولة المماليك الشركسية حكماً. كان في أول امره مملوكاً اشتراه سيده بخمسين ديناراً. فما زال يرقي بجده ومواهبه حتى استولى على سلطنة مصر.
6. ↑  من أشهر ملوك بني عثمان. توفي سنة 1520 م في السنة التاسعة من حكمه. يلقب بـ (ياووتر)، بمعنى جبار أو بطاش، عرف بميله لسفك الدماء إذ قتل سبعة من وزراءه لأسباب واهية. بني كثيراً من الجوامع، وعلى رأي بعضهم انه هو أول من لقب بلقب أمير المؤمنين وخليفة رسول رب العالمين من ملوك بني عثمان. فتح مصر وسوريا وبلاد الكرد وغيرها. وذكر بعض المؤرخين ان السلطان سليماً كان ينوي أن يجعل اللغة العربية لغة الدولة الرسمية بدلاً من التركية فعاجلته المنية، ولو وفق السطان سليم لهذا، لتعربت أقوام كثيرة كالترك والكرد والشركس وغيرهم وأصبحت استانبول كما كانت بغداد ودمشق والقاهرة وقرطبة موطناً للغة العربية ولتغير مجرى التاريخ في هذا القسم من العالم.
7. ↑  كان يونس باشا أعظم وزراء السلطان سليم ومقرباً عنده. وقد ساعد السلطان المذكور مساعدة عظمى في ادارة الملك وكان يونس باشا يظن ان السلطان سليم يرعى له الود القديم. ولكن ظنه ظهر انه كان في غير محله.
8. ↑  القنطرة؛ تقع على شاطئ قناة السويس الشرقي، وعلى نحو 45 كيلومتراً من بور سعيد.